# Kubusdruksterkte
De kubusdruksterkte is een maat voor de sterkte van beton, welke wordt gemeten door een kubus van een bepaalde grootte, door middel van een drukbank te beproeven.
Van een partij beton worden een aantal kubussen beoordeeld. Deze beoordeling vindt plaats in uitgehard beton van minimaal 28 dagen oud. Door nu het gemiddelde en de standaardafwijking van de proeven te beoordelen, kan worden vastgesteld of een partij beton voldoet aan de eisen voor wat betreft de sterkte van de beton.
De proeven worden anno 2021 in de Europese Unie uitgevoerd volgens de norm: EN 12390-3:2019. Deze norm vervangt sinds 2002 lokale normen, zoals de Nederlandse NEN 5968:1988 en de in ontwerpfase gebleven Europese norm NEN-EN 12394:1996.  NEN 5968 werd in 2005 ingetrokken, hoewel er nog steeds naar wordt gerefereerd.